# Хомутовський Василь Йосипович
Василь Йосипович Хомутовський (біл. Васіль Іосіфавіч Хамутоўскі, рос. Василий Иосифович Хомутовский; 30 серпня 1978, Мінськ, Білоруська РСР, СРСР) — білоруський футболіст, воротар. В даний час — тренер воротарів у румунському друголіговому футбольному клубі «Стяуа».

## Ігрова кар'єра
Вихованець дитячо-юнацької школи СДЮШОР-5 (Мінськ). Василь Хомутовський почав кар'єру воротаря в 1994 році, дебютувавши в команді «Зміна» з Мінська, що представляла третій дивізіон футбольного чемпіонату Білорусі. З 1995 року Хомутовський почав регулярно міняти клуби: «Атака» (1996—1997), БАТЕ (1998—1999), «Торпедо-МАЗ» (2000), потім переходить в німецьку команду «Вальдхоф», що представляла другу Бундеслігу. Однак цей сезон він провів як другий воротар команди, всього два рази з'явившись у складі.
У 2001 році Хомутовський переходить в команду російського чемпіонату — столичне «Динамо», однак незабаром перейшов у «Волгар-Газпром». У «Волгарі» він провів лише половину сезону, оформивши перехід в «Металіст», що грав у чемпіонаті України (2002—2003).
Влітку 2003 року Хомутовський як вільний агент перейшов у румунський чемпіонат, у клуб «Стяуа», підписавши контракт до січня 2007 року. За команду «Стяуа» Хомутовський виступав три сезони і двічі виграв титул чемпіона Румунії. На початку 2006 року він залишив Румунію і повернувся в російський чемпіонат, підписавши дворічний контракт з командою «Том».
У січні 2008 року Хомутовський переходить в «Карл Цейсс», команду, яка перебувала на межі вильоту з другої німецької Бундесліги. При цьому, його контракт продовжувався на рік у разі, якщо команда залишиться у другій Бундеслізі. Воротар допоміг команді дійти до стадії півфіналу кубка Німеччини, де вона була зупинена «Боруссією».
Після того як «Карл Цейс» вилетів в третю лігу, Хомутовський підписав дворічний контракт з «Аугсбургом».
У 2010 році виступав за українську «Таврію», з 2011 року — футболіст «Амкара». 1 грудня 2011 року розірвав контракт з «Амкаром» оскільки сторони не змогли домовитися про нову угоду. 25 березня 2012 року в статусі вільного агента підписав контракт з румунським «Петролулом». У сезонах 2013 і 2014 грав за «Торпедо-БелАЗ».
У 2015 році підписав контракт з мінським «Динамо». Зіграв за мінчан 2 матчі в чемпіонаті Білорусі (пропустив 3 м'ячі) і 1 матч у Кубку (пропустив 1 м'яч). У тому ж сезоні зайняв посаду граючого тренера воротарів у «Динамо». 15 липня 2016 тренерський штаб Вука Рашовича, включаючи Василя Хомутовського, був відправлений у відставку. Граючий тренер покинув клуб.

## Тренерська кар'єра
В серпні 2016 зайняв посаду тренера воротарів у футбольному клубі «Крумкачи». У жовтні того ж року, після переходу головного тренера «Крумкачів» Олега Дулуба у львівські «Карпати», Хомутовський став в.о. головного тренера «воронів». У січні 2017 року він оголосив, що покидає «Крумкачі», але в березні повернувся до тренерського штабу команди, знову ставши тренером воротарів.
У вересні 2017 року увійшов до тренерського штабу Олега Дулуба в одеському «Чорноморці». У грудні того ж року вони разом покинули український клуб, щоб у січні 2018 року створити тренерський штаб борисовського БАТЕ. У червні 2018 року, невдовзі після звільнення Дулуба з БАТЕ, Хомутовський також покинув клуб.
З серпня 2018 до вересня 2020 року тренував воротарів у «Динамо» (Берестя). 12 вересня 2020 року Хомутовський серед 93 білоруських футболістів виступив із засудженням насильства в країні. 13 серпня 2020 року він звернувся до представників силових структур Білорусі з критикою насильства щодо мирних громадян, які виступають на акціях протесту проти фальшування результатів президентських виборів. Незабаром після цього йому було запропоновано залишити посаду тренера «за згодою сторін».
У червні 2021 року приєднався до тренерського штабу Вука Рашовича в саудівському клубі «Аль-Файха», але у січні 2022 року повернувся до співпраці з Олегом Дулубом, увійшовши до його тренерського штабу у «Львові».

## Досягнення
- Чемпіон Білорусі: 1999.
- Срібний призер чемпіонату Білорусі: 1998.
- Чемпіон Румунії (2): 2004/05, 2005/06.
- Срібний призер чемпіонату Румунії: 2003/04.
- Бронзовий призер чемпіонату Румунії: 2012/13.
- Володар Кубка Румунії: 2012/13